# Canal de l'Ourthe
El canal de l'Ourthe és un canal a Bèlgica a la vall de l'Ourthe que connectava Comblain-au-Pont amb el Mosa a Lieja fins al 1940.
És l'únic tram del Canal Mosa-Mosel·la, un projecte gegantí amb el fi de connectar el Mosa amb el Mosel·la mitjançant d'un canal a l'inici del segle xix, que va ser obert a la navegació. Els treballs van començar l'any 1827, quan el territori formava part del Regne Unit dels Països Baixos, sota l'impuls del rei Guillem I segons un estudi per l'enginyer Rémi de Puydt.
Rémi De Puydt va crear la «Société d'exploration du Luxembourg» carregada de la construcció. Tenia un capital de cinc milions de florins dels quals Guillem I va prendre dos milions pel seu compte. Calia pujar un desnivell de 381 metres entre el Mosa (68 msnm i el punt culminant a la divisòria d'aigües a 449 msnm a Tavigny (Houffalize) al massís de les Ardenes i baixar 317 m fins al Mosel·la a Wasserbillig (132 msnm) via les valls del Woltz i del Sauer. Hauria calgut entre 205 i 218 rescloses, dels quals només 17 van ser realitzades. Al punt culminant a Tavigny el túnel sota la cresta de Bernistap d'uns 2,5 km era l'obra mestre del projecte, de la qual encara avui queden vestigis destacats. La manca de recursos financers, la incertesa política i la construcció del ferrocarril van contribuir a l'abandonament del projecte. La independència de Luxemburg després del Tractat de Londres (1839) va significar l'abandó definitiu.
El 1944, durant la Segona Guerra Mundial gairebé totes les instal·lacions hidràuliques van ser destrossades. En perdre el seu paper econòmic, el canal no va pas refer-se, excepte per a la primera resclosa al conflent amb el Mosa que dona accés a un tram de 2,5 km fins a Chênée que era un important centre de producció industrial. Tot i ésser navegable per embarcacions de la classe I, no està gaire utilitzat per la navegació comercial. El 2013, com als anys precedents, no hi ha hagut cap càrrega o descàrrega commercial.
El 1964 a Hoffelt (Luxemburg) el braç de connexió vers el túnel va ser terraplenat. El 1988, el túnel va ser llistat com a monument històric, tot i que es troba per a la major part a propietats privades i en un estat esqueixalat.
|  |  |

## Disset rescloses i un túnel
1. Angleur
- La resclosa vista del Mosa cap amunt. 
a l'esquerra la casa de l'assuter.

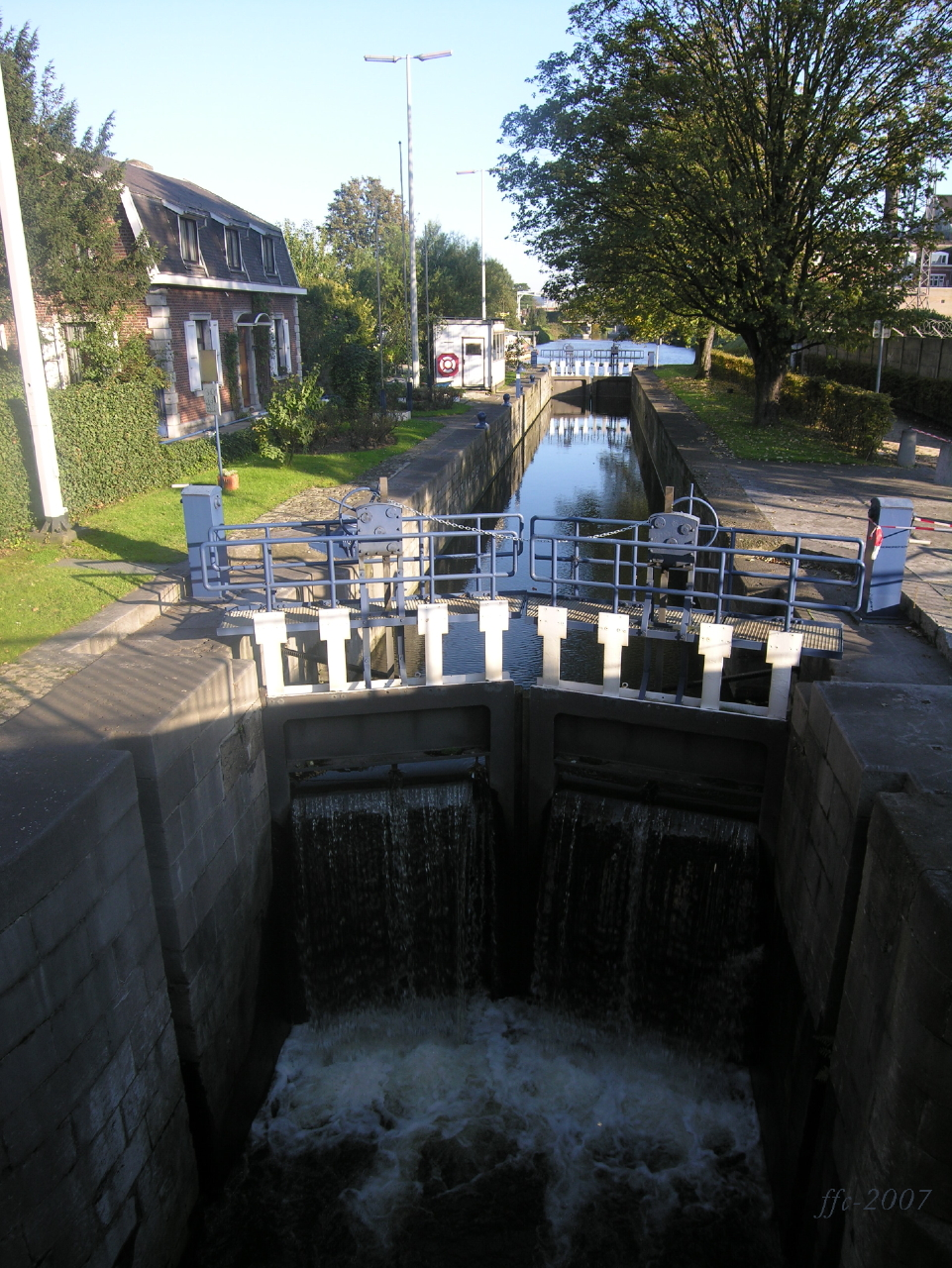

La primera resclosa es troba al quilòmetre 0,00 a 50m del Mosa. Ha funcionat del 1847 fins a la seva destrucció durant la segona guerra mundial. Es va reconstruir el 1945. És l'única resclosa que s'ha quedat funcional fins avui.
2. Chênée

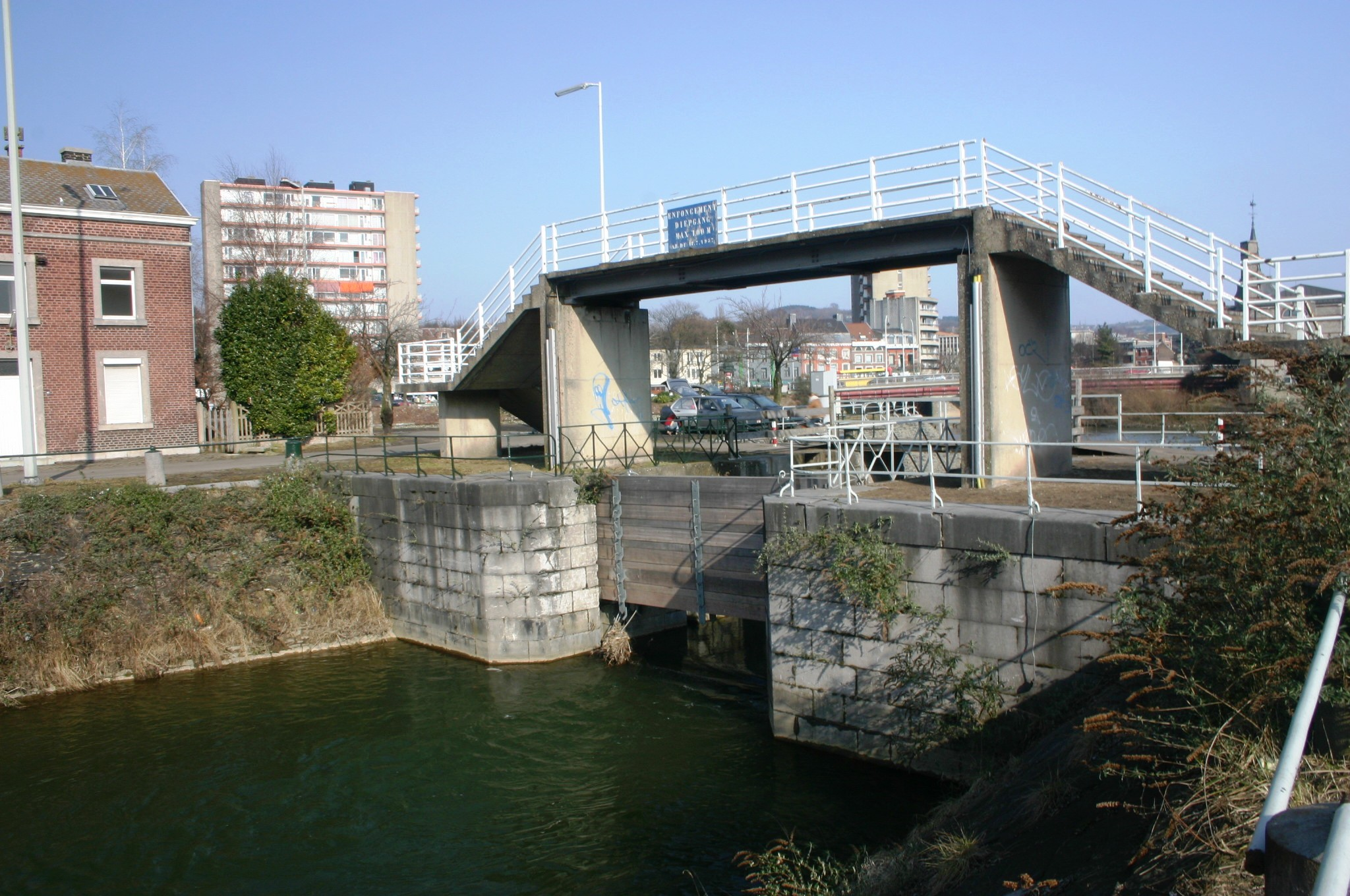

La resclosa al quilòmetre 1,53, va funcionar del 1847 fins al 1944.
- Resclosa n°2 a Chênée a la sortida cap amunt

3. Streupas
La resclosa al quilòmetre 3,77 s'ha enderrocat. Un dic la reemplaça per a reglar el nivell de l'aigua.
- Restes de la resclosa de Streupas
- Restes de la resclosa de Streupas

4. Sauheid

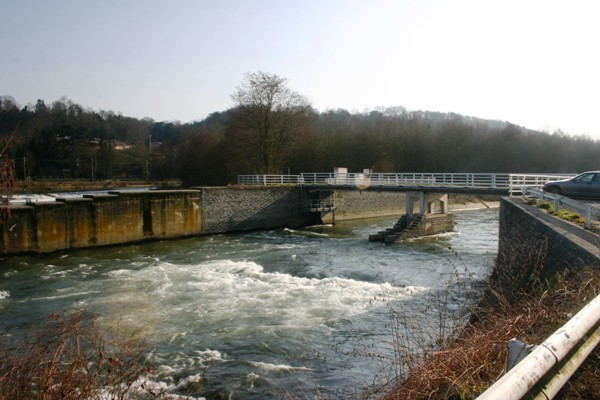
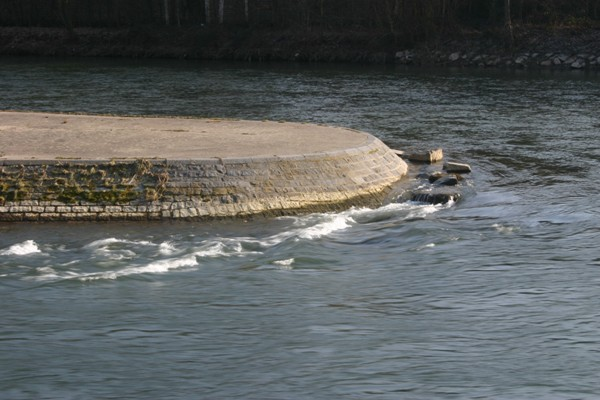

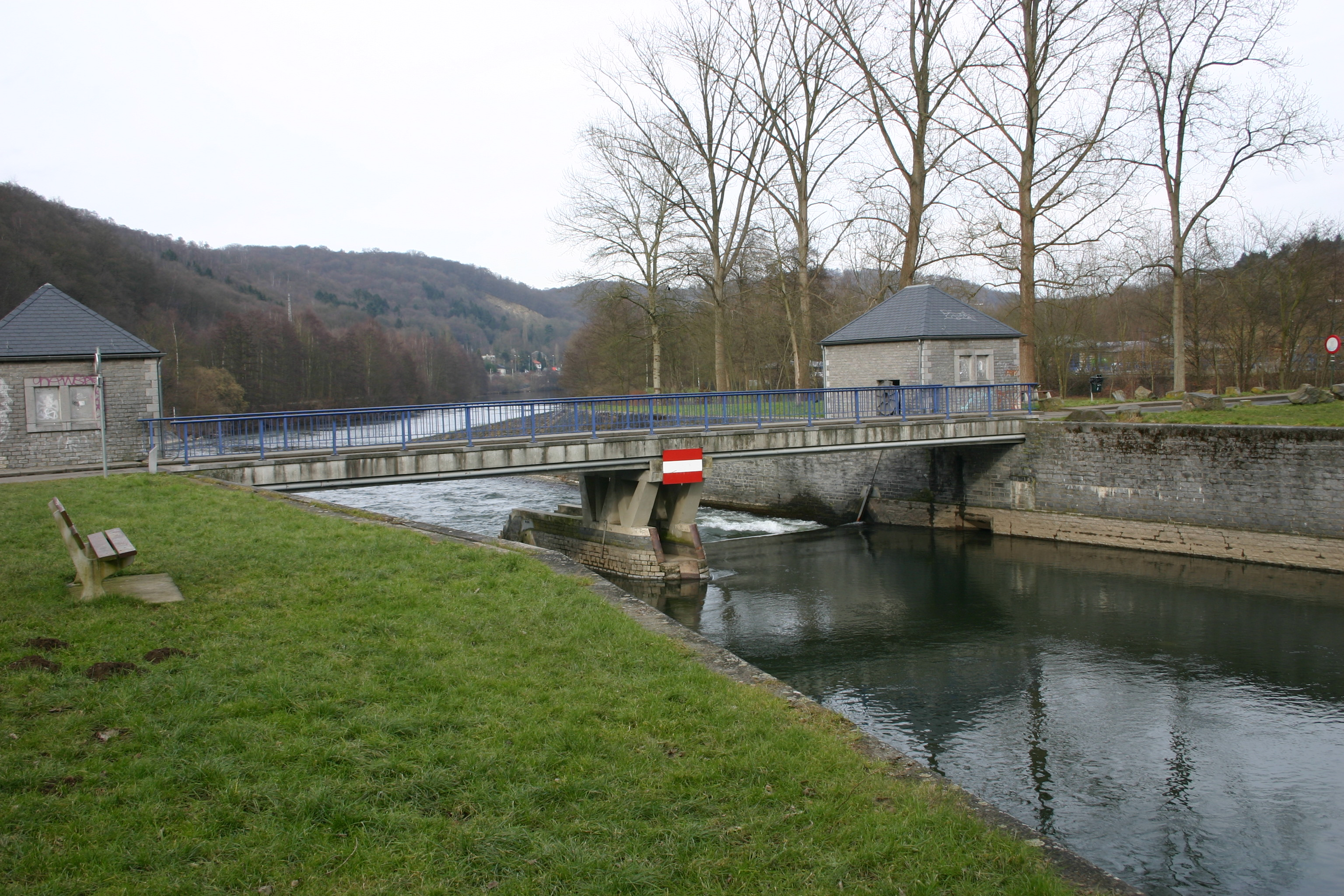

La resclosa es troba al quilòmetre 4,59; la cambra ja existeix, tot i ja no tenir portes. El nivell d'aigua s'arregla amb taulons.
5. Colonster
La resclosa es troba al quilòmetre 6,03.
6 Sainval
La resclosa es troba al quilòmetre 7,83; la part amunt s'ha omplert per a fer un carrer i una ruta per a vianants lents.
7. Tilff
La resclosa que es trobava al quilòmetre 8,88 s'ha omplert, la casa del guarda de la resclosa sempre existeix.

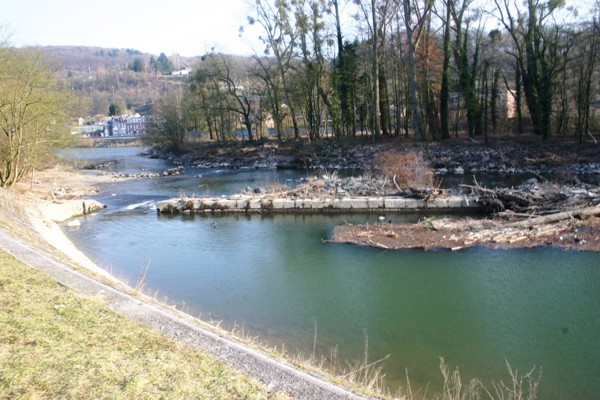
Vestigis de la resclosa de Tilff

8. Sainte Anne
La resclosa es troba al quilòmetre 11,86
9. Mery
De Mery cap a Hony el canal s'ha omplert per a fer una carretera

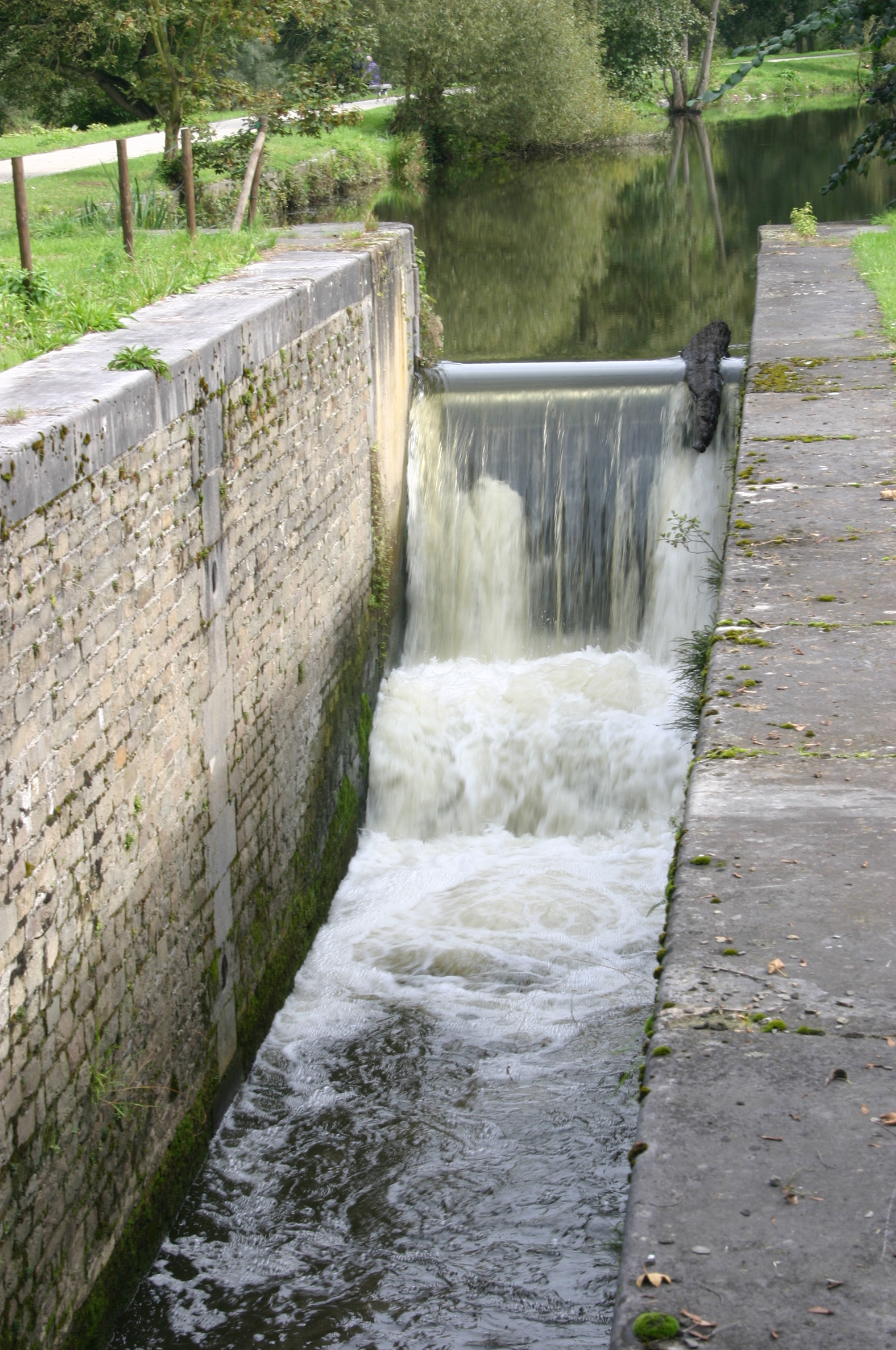

10. Hony
11. La Roche au Faucon
12. Devant Rosières
13. Esneux
14. Evieux
15. Poulseur
- Restes de la resclosa de Poulseur

16. Embierir (Chanxhe)

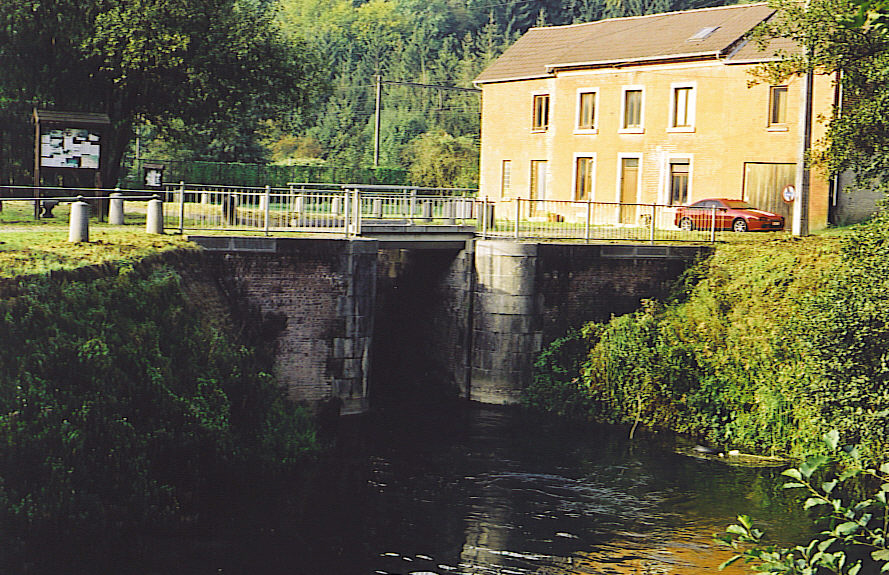
Resclosa i casa de l'assuter

17. Douxflamme (Comblain-au-Pont)
18. El túnel de Bernistap

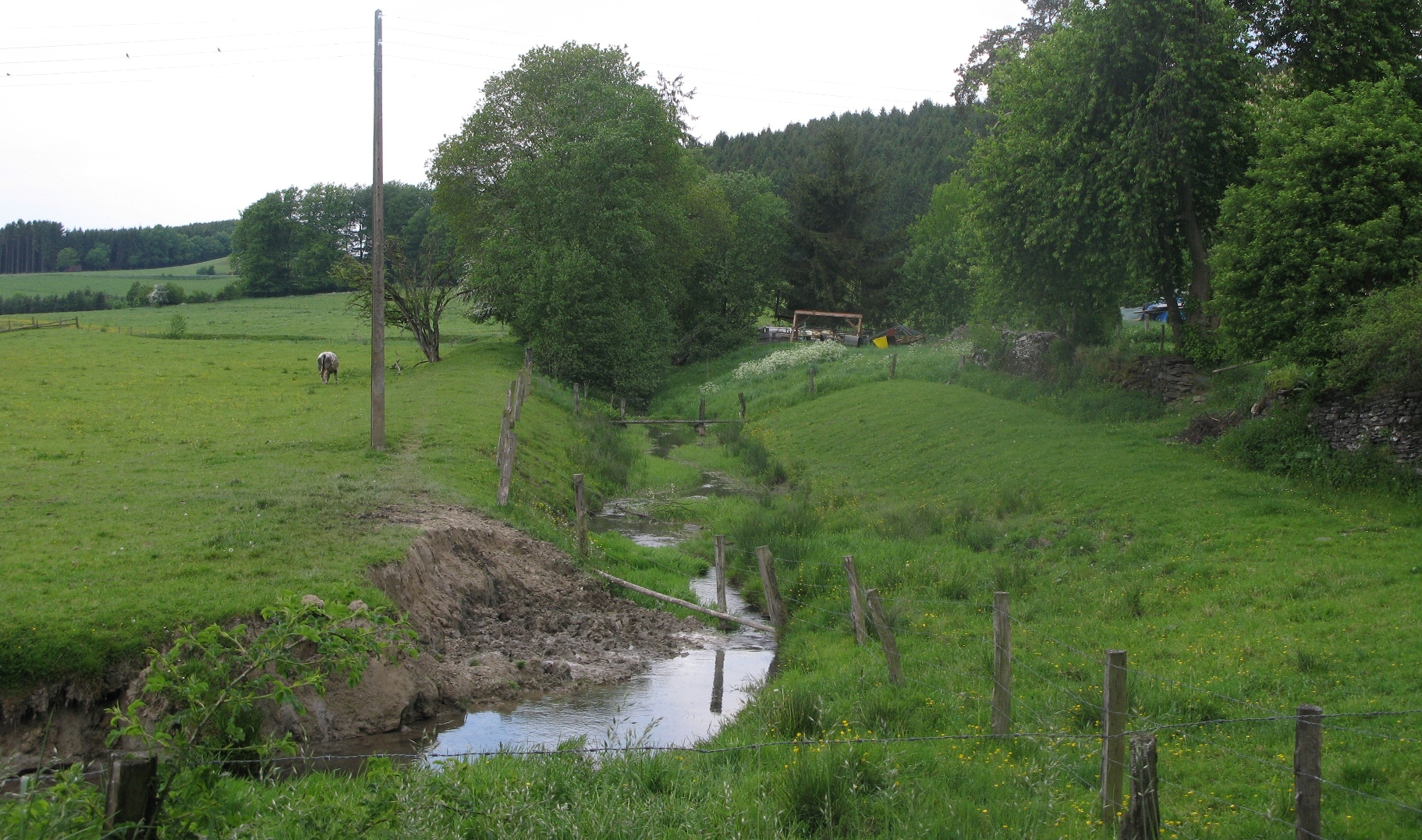
Tram ensorrat vers el túnel